# Arrow (mode)
Pour les articles homonymes, voir Arrow.
Arrow est une marque de vêtements appartenant à Philips-Van Heusen Corporation.
Créée en 1851, Arrow est une marque de vêtements américaine. En 2004, le groupe Philips-Van Heusen annonce l'acquisition de cette marque pour un montant estimé à 70 millions de dollars déboursé au profit du groupe Cluett American Group.
En 2022, la marque a cessé ses activités sur le marché français. Les derniers stocks sont disponibles sur le site de la marque ACROSS, qui perpétue l'héritage d'Arrow à travers des collections de chemises fabriquées dans les mêmes ateliers.